# Trastorn de l'articulació temporomandibular
El trastorn de l'articulació temporomandibular (o trastorn de l'ATM), és un terme general que abasta la inflamació aguda o crònica de l'articulació temporomandibular. El trastorn i la disfunció resultant pot provocar dolor i problemes importants. Com que el trastorn està entre els límits de diverses disciplines mèdiques - en particular, odontologia i, molt menys, neurologia (com a causa de dolor) - hi ha una varietat d'enfocaments de tractament.
L'articulació temporomandibular és susceptible de moltes trastorns que afecten a altres articulacions del cos, incloent artrosi, anquilosi, artritis, traumatismes, luxació, anomalies del desenvolupament, i neoplàsia.